# Юргіс Шлапяліс
Юргіс Шлапяліс (лит. Jurgis Šlapelis; 18 квітня 1876, село Гальсишкяй (нині Купишкський район) — 7 березня 1941, Вільнюс) — литовський громадський і політичний діяч, лікар, мовознавець, лексикограф, педагог, перекладач; чоловік Марії Шлапялене — культурної діячки.

## Біографія

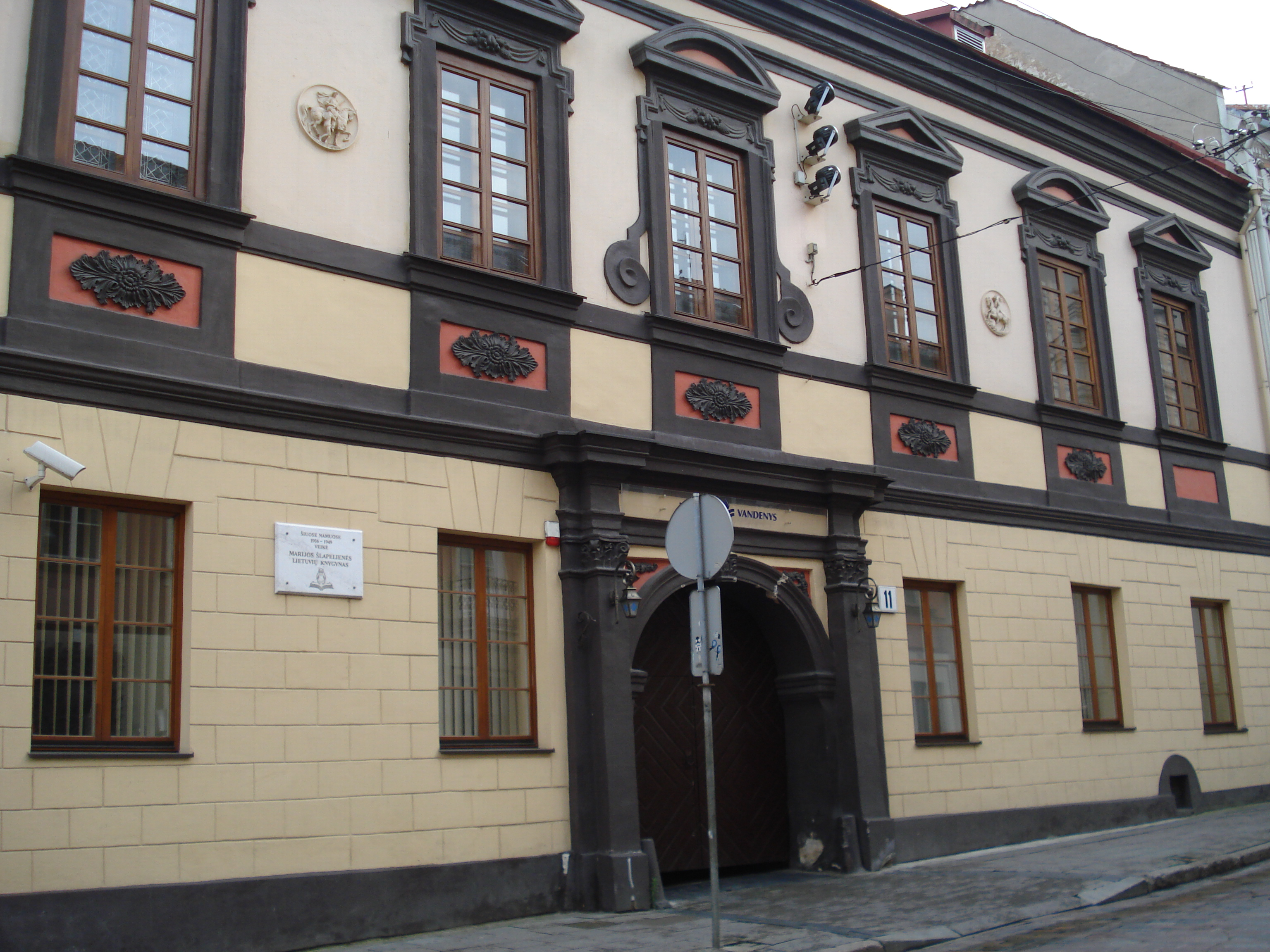
Будівля, в якій знаходилася книжкова крамниця Шлапялісів

У 1892 році вступив до 4-го класу гімназії в Єлгаві, але в 1896 році був виключений за відмову молитися російською мовою. У 1897 році, здавши у Санкт-Петербурзі іспити екстерном, вступив на медичний факультет Московського університету, який закінчив у 1906 році.
Жив у Вільно з 1904 року, до Москви їздив тільки для складання іспитів. У 1906 році разом з дружиною Марією Пясецькою (у шлюбі Шлапялене) заснував литовську книжкову крамницю на Благовіщенській вулиці (нині вулиця Домінікону), яка стала одним із осередків литовської національно-визвольної діяльності.
У 2004 році, в зв'язку зі сторіччям скасування заборони на литовський друк латинським шрифтом, на будинку, в якому у 1904-1949 роках діяв книжковий магазин Шлапялісів, відкрито меморіальну табличку (скульптор А. Зубковас).

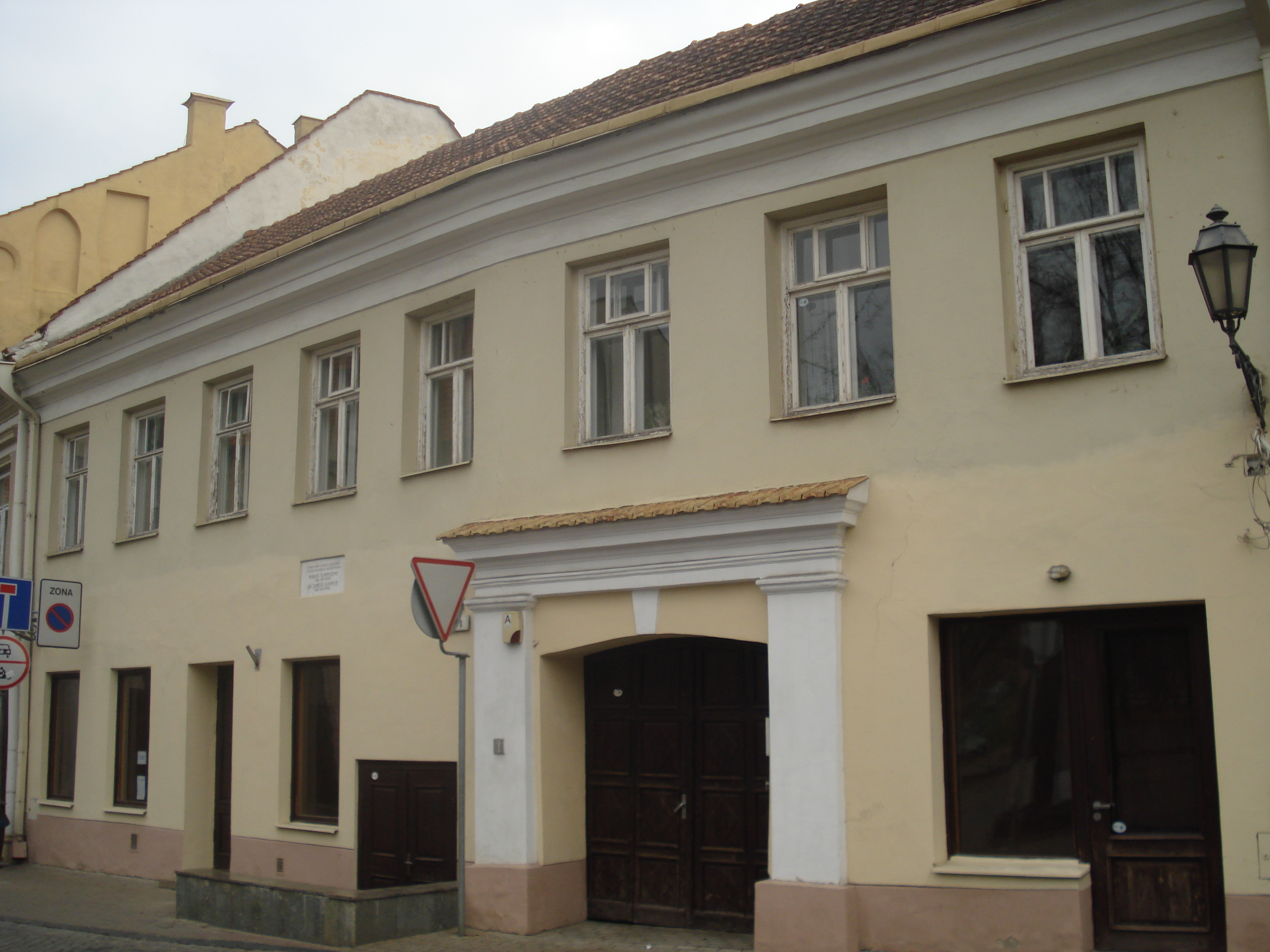
Будинок Марії та Юргіса Шлапялісів

З 1905 року був членом Соціал-демократичної партії Литви. У тому ж році був одним з організаторів Великого Вільнюського сейму. Разом з Пеліксасом Бугайлішкісом, Антанасом Пуренасом й іншими громадськими діячами організував охорону будівлі Міської зали, де відбувалося засідання сейму, щоб запобігти нападу жандармів.
Юргіс Шлапяліс періодично публікував власні статті у литовських періодичних виданнях «Vilniaus žinios», «Lietuvos ūkininkas», «Viltis». Брав активну участь в литовському культурному житті Вільно, збирав фольклор, а в якості мовознавця — у 1909 році в кодифікації норм литовської мови. Також займався редагуванням словника литовської мови (1907—1917).
Мобілізований під час Першої світової війни до лав російської армії, в 1914-1918 роках воював на фронті. Після повернення до Вільно, в 1921-1932 працював у литовській гімназії Вітовта Великого, викладав латинь, литовську мову та історію. Спілкувався з Казім'єрасом Бугою, Йонасом Яблонскісом, Юозасом Бальчіконісом. Підготував до друку твори Крістіонаса Донелайтіса (1909).
Похований на кладовищі Расу у Вільнюсі (Rasų kapinės).
У 1991 році в будинку, в якому Юргіс Шлапяліс проживав у 1926-1941 роках, засновано Дім-музей Марії та Юргіса Шлапялісів (вулиця Пілес, 40). На будинку встановлено меморіальну табличку з відповідним написом.

## Словники
Упорядкував низку одномовних, двомовних (литовсько-російський, литовсько-польський та інші), багатомовних словників. Серед них — Svetimų ir nesuprantamų žodžių žodinėlis (Словник чужих і незрозумілих слів).
- Šlapelis, Jurgis. Литовско-русский словарь = Lietuvių ir rusų kalbų žodynas. — Vilnius : M. Šlapelienės lietuvių knygynas, „Žaibo“ sp, 1921. — 320 с.
- Šlapelis, Jurgis. Литовско-русско-польско-немецкий словарь. Słownik litewsko-rosyjsko-polsko-niemiecki. Litauisch-russisch-polnisch-deutsches Wörterbuch von Jurgis Šlapelis = Jurgio Šlapelio Lietuvių kalbos žodynas, išverstas rusiškai, lenkiškai ir vokiškai. — Vilnius : Žaibo sp, 1920-1922. — 320 с.
- Šlapelis, Jurgis. D-ro Jurgio Šlapelio kirčiuotas lenkiškas lietuvių kalbos žodynas = Dr. J. Szłapelis słownik litewsko-polski akcentowany. — Vilnius : M. Šlapelienės lietuvių knygynas, „Ruch“ sp, 1938. — 608 с. — 1000 прим.
- Šlapelis, Jurgis. D-ro Jurgio Šlapelio kirčiuotas lenkiškas lietuvių kalbos žodynas = Dr. J. Szłapelis słownik litewsko-polski akcentowany. — 2-oji laida. — Vilnius : M. Šlapelienės lietuvių knygynas, Raida, 1940. — 608 с. — 2900 прим.